# Petersen's 4-Wheel & Off-Road
Petersen's 4-Wheel & Off-Road era una revista del motor dedicada a los vehículos 4x4, a los todoterrenos y a los SUV. El primer número se publicó en 1977; y comenzó como una publicación de interés especial de los promovida por los editores de la revista Hot Rod. 4-Wheel & Off-Road cubrió una gran variedad de temas de interés para los entusiastas del hágalo usted mismo en sus camionetas ligeras, incluidas las modificaciones de rendimiento 4x4, nuevos productos, cobertura de eventos todoterreno, evaluaciones de vehículos nuevos, viajes y estilo de vida. En marzo de 1978, la revista se convirtió oficialmente en una publicación mensual y, en 2013, 4-Wheel & Off-Road celebró su 35 aniversario. Fue publicada por Motor Trend Group. El 6 de diciembre de 2019, el medio de noticias de la industria editorial de revistas Folio: informó que la revista se encontraba entre las 19 publicaciones que Motor Trend Group suspendería a finales de 2019.

## Historia
Cuando la Petersen Publishing Company concibió la revista como un magazine especializado por primera vez, se describió el concepto simplemente como una revista sobre el mundo de las cuatro ruedas y los todoterreno editada por Petersen, con un título que se sugeriría más adelante. El departamento legal puso registró el nombre de 4-Wheel & Off-Road para Petersen, y así nació oficialmente el nombre de la revista. Con el paso de los años, muchos lectores y miembros de industria automotriz se han referido a la revista simplemente como "Petersen's". En enero de 1991, el nombre y el logotipo se cambiaron a "4Wheel" de Petersen, y la revista volvió a su nombre original en el número de octubre de ese mismo año. Aunque pasó a ser publicada por Source Interlink Media, la palabra Petersen permaneció en el nombre y en el logotipo.
El primer número de 4-Wheel & Off-Road incluyó pruebas en carretera de nuevas camionetas, historias prácticas sobre tecnología y una guía para compradores de neumáticos, y se probaron motos todoterreno y camionetas; y se publicó información sobre los Jeep CJ-7, Ford F-250 e International Traveler. La popular columna técnica de preguntas y respuestas sobre tuercas y pernos comenzó en julio de 1978, mientras que la columna de noticias de la industria Drivelines surgió en noviembre de 1987. Como reflejo de las tendencias e intereses de la industria, 4-Wheel & Off-Road también cubrió en gran medida los camiones monstruo en la década de 1980, con el Bigfoot haciendo su primera aparición en mayo de 1979.
Los números temáticos en la historia de la revista incluyen "Dare to Be Different", "Ugly is In", "Homegrown How-Tos", "Jeep Thrills" y "4xFords". Chuck Norris apareció en la portada de la edición de marzo de 1987 de 4-Wheel & Off-Road, con la propaganda de portada "Chuck Norris salta a las carreras todoterreno". 4-Wheel & Off-Road pasó por una fase "atrevida" de colocar vehículos de cobertura en entornos poco naturales a través de imágenes creadas con aerógrafo, como un camión monstruo surf frente a un tsunami o uno superpuesto sobre una explosión nuclear.
"Ugly Readers Rides" comenzó en la edición de agosto de 1992, destacando la tendencia emergente de los camiones viejos. En enero de 2000 se hizo eco la creciente popularidad de los buggies para circular entre rocas. La edición de febrero del mismo año presentó la primera cobertura de una competición de rockcrawling (circulación por pistas o parajes extremadamente difíciles de superar). La construcción de vehículos especiales o de prototipos, han sido parte de la revista desde la edición de enero de 1979, que se centró en la construcción de una furgoneta todoterreno apta para la calle.
A partir de 1994, 4-Wheel & Off-Road pasó de las camionetas de exhibición a las del mundo real, una tendencia que continuó a lo largo de los años.

## Ultimate Adventure
La "Ultimate Adventure" (Aventura Definitiva) de 4-Wheel & Off-Road fue creada por el personal editorial de la revista y constaba de 20 vehículos 4x4 cuidadosamente seleccionados, incluidos algunos propiedad de los lectores, que viajaban a diferentes regiones del país cada año para superar cuatro a cinco senderos extremos en una semana. La primera Ultimate Adventure apareció en la edición de febrero de 2000, recorriendo los senderos y caminos de Arizona, Nuevo México y Colorado, y la prueba se ha mantuvo como un evento anual retransmitido por televisión en el Outdoor Channel.
Los vehículos para la "Ultimate Adventure" construidos para el personal de la revista, fueron:
- Ultimate A1, 1952 M38A1
- Ultimate Super Duty, '02 Ford F-250 Super Duty
- Ultimate Avalanche, '03 Chevrolet Avalanche 2500
- Ultimate Taco, '01 Toyota Tacoma
- Ultimate K10, '75 Chevrolet media tonelada
- Ultimate FJ, '06 Toyota FJ Cruiser
- UAJK, '07 Jeep Wrangler Unlimited
- Ultimate Z71, '00 GMC Sierra
- Ultimate Ranch Truck, una reconstrucción del Ultimate Super Duty
- Ultimate CJ, '76 Jeep CJ-7, más tarde llamado CJ-17 debido a su tema inspirado en el B-17
- Ultimate F-150, '11 Ford F-150 EcoBoost
- Ultimate JK, Jeep Wrangler '12 con la mitad trasera reemplazada por la parte delantera de otro Wrangler
- Ultimate Super Dirty, la Ford F-250 Super Duty del '13 convertida en una cabina corta normal.
- Ultimate Tug Truck, '90 Dodge Diesel convertido de un remolcador de avión retirado en el camión Ultimate Adventure.
- Ultimate Summer Camp Jeep, una carrocería personalizada '46 Willys Jeep CJ2A impulsada por un motor LSA de 6.2L (el mismo motor que el Cadillac CTS) y una transmisión automática de 6 velocidades GM 6L90.
- Ultimate Adventure CJ-6D, un Jeep CJ-6 de 1970 cortado construido sobre un marco JKU acortado con un Cummins R2.8 Turbo Diesel
- Ultimate Adventure Deranged Rover, un Range Rover Classic de 1989 inspirado en Camel Trophy y también propulsado por un motor Cummins R2.8 Turbo Diesel
- Ultimate Adventure Ultimate International, un International Harvester 800 de 1964 con ruedas levantadas.

## Cobertura de eventos
En la primera edición mensual de 4-Wheel & Off-Road, el personal cabalgó junto con Walker Evans mientras corría en la Baja 1000, y tanto esta prueba como la Baja 500 recibieron una amplia cobertura durante la vida de la revista. También se dio cobertura a carreras de camiones, así como a pruebas tales como la 4-Wheel & Off-Road Jamboree Nationals, la Petersen's U.S. Truck Fest, 4-Wheel & Off-Road 4xFun Fests, carreras de arena, competiciones de buggys de pantano, carreras sobre hielo, en terrenos pantanosos, travesías entre rocas, el Camel Trophy, Gravelrama y recorridos en senderos extremos en los EE. UU. y en otros países, incluidos Moab en Utah y Colinas Negras en Dakota del Sur.
4-Wheel & Off-Road también seguía las noticias sobre los nuevos 4x4 en el Salón del Automóvil Internacional de Norteamérica en Detroit y los nuevos productos presentados al mercado por las empresas de posventa en el SEMA Show anual.

## 4x4 del año
El premio "4-Wheel & Off Road" "4x4 del año" era uno de los más prestigiosos de la industria automotriz y se otorgaba anualmente a una nueva camioneta o SUV 4x4 de fábrica que sobresaliese en cinco categorías: Comportamiento y conducción, mecánica, interior, exterior, capacidad 4X4 y datos obtenidos de ensayos.
Ganadores del premio 4x4 del Año:
- 2016 Toyota Tacoma TRD todoterreno
- 2015 Toyota 4Runner TRD Pro
- 2014 Range Rover Sport
- 2013 Jeep Wrangler Moab[5]
- 2012 Jeep Wrangler Rubicon (3.6L V-6)
- 2011 Land Rover LR4 HSE
- 2010 Ford F-150 SVT Raptor (5.4L V-8)
- 2009 Suzuki Equator Crew Cab RMZ-4[6]
- 2008 Toyota Land Cruiser
- 2007 Jeep Wrangler Rubicon JK
- 2006 Ram Pickup 1500 TRX4
- 2005 Jeep Grand Cherokee (IFS)
- 2004 Volkswagen Touareg V-8
- 2003 Lexus GX 470
- 2002 Jeep Gran Cherokee (4.7 HO V-8)
- 2001 Jeep Grand Cherokee (transmisión automática de 5 velocidades)
- 2000 Toyota Tundra
- 1999 Jeep Grand Cherokee (4.7 V-8 Limited)
- 1998 Jeep Grand Cherokee (5.9 V-8 Limited)
- 1997 Jeep Wrangler Sport TJ
- 1996 Jeep Grand Cherokee (con bloqueo de diferencial central)
- 1995 Ram Pickup (2500 V-10 Club Cab de caja larga)
- 1994 Dodge Ram (1500 V-8 cabina regular de caja corta)
- 1993 Jeep Gran Cherokee
- 1992 Chevrolet K5 Blazer (tamaño completo)
- 1991 Dodge Dakota
- 1990 Nissan Pathfinder (4 puertas)
- 1989 Toyota Hilux
- 1988 Jeep Cherokee (motor 4.0)
- 1987 Nissan Pathfinder (2 puertas)
- 1986 Ford Ranger
- 1985 Isuzu Trooper II
- 1984 Jeep Cherokee (motor 2.8)
- 1983 Chevrolet Blazer

## Editores
Las siguientes personas han sido jefe de redacción de la revista:
- Christian Hazel: desde 2016
- Fred Williams: 2014–2016
- Rick Péwé: 2000–2014
- Cole Quinnell: 1998-2000
- David Freiburger: 1994-1998
- Drew Hardin: 1991-1994
- Steve Campbell: 1986-1991
- John Stewart: 1985-1986
- Mike Anson: 1985
- Michael Coates: 1983-1985
- Craig Caldwell: 1979-1983
- Mike Anson: 1978-1979